# جامع ملا أسعد
جامع الحاج ملا أسعد من مساجد أربيل الأثرية في العراق ويقع في محلة بايز أغا التابعة لقضاء كويه في محافظة أربيل، وهو من مساجد العراق التراثية القديمة، ولقد بني وشيد في عام 1211هـ/1796م، وكان على إدارته منذ البداية عائلة (ملا عبد الله الجلي) وكان الجامع في زمن ملا أسعد خارج سور المدينة حيث كان هنالك قرابة 80 دار قربه يدفعون رواتب للطلاب الدارسين في الجامع.
ويمتاز مبنى الجامع بموقعه الجميل في منطقة تشرف على بساتين كويه، ولقد قام بتعميره (عبد الرحمن باشا بابان)،
ويحتوي الجامع على غرف كبيرة كان يدرس فيها (الملا عبد الرحمن الجلي)، مع وجود مكتبة وخمس غرف مخصصة لطلبة العلم.
وفي عام 2010م أعيد بناء الجامع وتم ترميمه مع المحافظة على طابعهِ التراثي القديم وبطراز جميل متناسق، على نفقة الرئيس جلال طالباني رئيس جمهورية العراق، وتقام فيهِ حالياً صلاة الجمعة والصلوات الخمس.